# Daniel Cormier
Daniel Ryan Cormier, född 20 mars 1979 i Lafayette, är en före detta amerikansk MMA-utövare och före detta olympisk brottare  som sedan tävlade i organisationen Ultimate Fighting Championship där han mellan maj 2015 och december 2018 var mästare i lätt tungvikt och sedan 7 juli 2018 är mästare i tungvikt. Han är en av endast tre utövare i organisationens historia som har varit mästare i två viktklasser samtidigt. Cormier tävlade tidigare i Strikeforce där han 2012 vann Strikeforce Heavyweight Grand Prix. Cormier meddelade under en intervju med Joe Rogan efter tredje mötet med Stipe Miocic under UFC 252 att han officiellt drar sig tillbaka från sporten. Den tredje matchen i trilogin förlorade Cormier efter enhälligt domslut och han lämnar sporten med 22 vinster, 3 förluster och 1 NC (no contest). 

## Karriär

### Brottning
Innan MMA-karriären tävlade Cormier i fristilsbrottning. I världsmästerskapen i brottning har Cormier en femteplats 2003 och en tredjeplats 2007 som främsta meriter. Han vann panamerikanska spelen 2003 och panamerikanska mästerskapen 2002 och 2003. Cormier deltog i olympiska sommarspelen 2004 i Aten där han blev fyra efter att ha förlorat bronsmatchen mot Alireza Heidari. Inför olympiska sommarspelen 2008 i Peking valdes Cormier till lagkapten för det amerikanska brottningslaget. Han drabbades dock av njursvikt och tvingades att dra sig ur tävlingarna. Efter det tävlade Cormier aldrig mer i brottning.

### MMA
Den 25 september 2009 gjorde Cormier sin debut inom MMA i organisationen Strikeforce. Cormier vann matchen via TKO och vann sedan ytterligare sex matcher i olika organisationer innan han som ersättare för Alistair Overeem fick chansen att delta i Strikeforce Heavyweight Grand Prix. Cormiers motståndare i semifinalen blev Antônio Silva, som i turneringens första omgång hade besegrat Fjodor Jemeljanenko. Cormier och Silva möttes den 10 september 2011 och Cormier vann matchen via KO i den första ronden.
I turneringens final möttes Cormier och Josh Barnett den 19 maj 2012. Cormier vann matchen via domslut och tog därmed sin första titel i MMA.
Cormier vann sedan ytterligare en match i Strikeforce innan han debuterade i organisationen UFC mot Frank Mir på UFC on Fox: Henderson vs. Melendez den 20 april 2013. Cormier vann matchen via domslut. Nästa motståndare blev Roy Nelson den 19 oktober 2013 på UFC 166. Även denna match vann Cormier via domslut.
För att slippa möta träningskamraten och tungviktaren Cain Velasquez valde Cormier 2014 att gå ned till viktklassen lätt tungvikt. Första matchen blev mot Patrick Cummins på UFC 170 den 22 februari 2014 och Cormier vann via TKO i den första ronden. På UFC 173 den 24 maj 2014 möttes Cormier och Dan Henderson. Cormier vann matchen via teknisk submission i den tredje ronden.
Den 3 januari 2015 möttes Cormier och den regerande mästaren Jon Jones på UFC 182 i en titelmatch i lätt tungvikt. Jones vann matchen via domslut. Den 28 april 2015 meddelade UFC att Jones förlorade titeln och stängdes av på obestämd tid efter att ha varit inblandad i en smitningsolycka.
Cormier och Anthony Johnson möttes på UFC 187 den 23 maj 2015 i en titelmatch för den vakanta mästartiteln. Cormier vann matchen via submission i den tredje ronden och blev därmed ny mästare i viktklassen.
Cormier försvarade titeln genom att besegra Alexander Gustafsson via domslut på UFC 192 den 3 oktober 2015. Den 9 juli 2016 möttes Cormier och Anderson Silva på UFC 200. Cormier vann matchen via domslut.
På UFC 210 den 9 april 2017 möttes Cormier och Anthony Johnson för andra gången. Cormier försvarade mästartiteln genom att återigen besegra Johnson via submission – denna gång i den andra ronden.
Den 29 juli 2017 möttes Cormier och Jon Jones i en titelmatch på UFC 214. Jones vann matchen via KO i den tredje ronden. Efter matchen fastnade Jones i en dopingkontroll och den 13 september 2017 meddelade California State Athletic Commission att matchresultatet ogiltigförklaras och ändras till No contest då man bekräftat att Jones använt sig av anabola steroider. I samband med detta meddelade UFC att mästartiteln återförs till Cormier.
Cormier och Volkan Özdemir möttes på UFC 220 den 20 januari 2018. Cormier vann matchen via TKO i den andra ronden.
På UFC 226 den 7 juli 2018 möttes Cormier och Stipe Miocic i en titelmatch i  tungvikt. Cormier vann matchen via KO i den första ronden och blev därmed (tillsammans med Conor McGregor) en av endast två utövare i organisationens historia att inneha en mästartitel i två viktklasser samtidigt. I december 2018 uppnådde även Amanda Nunes detta.
Den 3 november 2018 möttes Cormier och Derrick Lewis på UFC 230. Cormier vann matchen via submission i den andra ronden.
I samband med UFC 232 meddelade Cormier att han lämnar ifrån sig titeln i lätt tungvikt.

## Tävlingsfacit
| Resultat | Facit  | Motståndare          | Metod                                 | Evenemang                             | Datum             | Rond | Tid  | Plats         | Notering |
| -------- | ------ | -------------------- | ------------------------------------- | ------------------------------------- | ----------------- | ---- | ---- | ------------- | --- |
| Förlust  | 22–3–1 | Stipe Miocic         | Domslut (enhälligt)                   | UFC 252                               | 15 augusti 2020   | 5    | 5:00 | Las Vegas, NV | Titelmatch i tungvikt. |
| Förlust  | 22–2–1 | Stipe Miocic         | TKO (slag)                            | UFC 241                               | 17 augusti 2019   | 4    | 4:09 | Anaheim, CA   | Förlorade titeln i tungvikt. |
| Vinst    | 22–1–1 | Derrick Lewis        | Submission (rear-naked choke)         | UFC 230                               | 3 november 2018   | 2    | 2:14 | New York      | Försvarade titeln i tungvikt. |
| Vinst    | 21–1–1 | Stipe Miocic         | KO (slag)                             | UFC 226                               | 7 juli 2018       | 1    | 4:33 | Las Vegas     | Blev UFC-mästare i tungvikt. |
| Vinst    | 20–1–1 | Volkan Özdemir       | TKO (slag)                            | UFC 220                               | 20 januari 2018   | 2    | 2:00 | Boston        | Försvarade titeln i lätt tungvikt. Lämnade ifrån sig titeln i december 2018.                                                     |
| NC       | 19–1–1 | Jon Jones            | No Contest                            | UFC 214                               | 29 juli 2017      | -    | -    | Anaheim       | Ursprungligen vinst via KO i tredje ronden för Jones. Resultatet ogiltigförklarades efter att Jones fastnat i en dopingkontroll. |
| Vinst    | 19–1   | Anthony Johnson      | Submission (rear-naked choke)         | UFC 210                               | 8 april 2017      | 2    | 3:37 | Buffalo       | Försvarade titeln i lätt tungvikt.                                                                                               |
| Vinst    | 18–1   | Anderson Silva       | Domslut (enhälligt)                   | UFC 200                               | 9 juli 2016       | 3    | 5:00 | Las Vegas     | |
| Vinst    | 17–1   | Alexander Gustafsson | Domslut (delat)                       | UFC 192                               | 3 oktober 2015    | 5    | 5:00 | Houston       | Försvarade titeln i lätt tungvikt.                                                                                               |
| Vinst    | 16–1   | Anthony Johnson      | Submission (rear-naked choke)         | UFC 187                               | 23 maj 2015       | 3    | 2:39 | Las Vegas     | Blev UFC-mästare i lätt tungvikt.                                                                                                |
| Förlust  | 15–1   | Jon Jones            | Domslut (enhälligt)                   | UFC 182                               | 3 januari 2015    | 5    | 5:00 | Las Vegas     | Titelmatch i lätt tungvikt. |
| Vinst    | 15–0   | Dan Henderson        | Teknisk submission (rear-naked choke) | UFC 173                               | 24 maj 2014       | 3    | 3:53 | Las Vegas     | |
| Vinst    | 14–0   | Patrick Cummins      | TKO (slag)                            | UFC 170                               | 22 februari 2014  | 1    | 1:19 | Las Vegas     | Debut i lätt tungvikt. |
| Vinst    | 13–0   | Roy Nelson           | Domslut (enhälligt)                   | UFC 166                               | 19 oktober 2013   | 3    | 5:00 | Houston       | |
| Vinst    | 12–0   | Frank Mir            | Domslut (enhälligt)                   | UFC on Fox: Henderson vs. Melendez    | 20 april 2013     | 3    | 5:00 | San Jose      | |
| Vinst    | 11–0   | Dion Staring         | TKO (slag)                            | Strikeforce: Marquardt vs. Saffiedine | 12 januari 2013   | 2    | 4:02 | Oklahoma City | |
| Vinst    | 10–0   | Josh Barnett         | Domslut (enhälligt)                   | Strikeforce: Barnett vs. Cormier      | 19 maj 2012       | 5    | 5:00 | San Jose      | Vann Strikeforce Heavyweight Grand Prix.                                                                                         |
| Vinst    | 9–0    | Antonio Silva        | KO (slag)                             | Strikeforce: Barnett vs. Kharitonov   | 10 september 2011 | 1    | 3:56 | Cincinnati    | |
| Vinst    | 8–0    | Jeff Monson          | Domslut (enhälligt)                   | Strikeforce: Overeem vs. Werdum       | 18 juni 2011      | 3    | 5:00 | Dallas        | |
| Vinst    | 7–0    | Devin Cole           | Domslut (enhälligt)                   | Strikeforce Challengers 13            | 7 januari 2011    | 3    | 5:00 | Nashville     | |
| Vinst    | 6–0    | Soa Palelei          | Submission (slag)                     | XMMA 3                                | 5 november 2010   | 1    | -    | Sydney        | |
| Vinst    | 5–0    | Jason Riley          | Submission (slag)                     | Strikeforce: Houston                  | 21 augusti 2010   | 1    | 1:02 | Houston       | |
| Vinst    | 4–0    | Tony Johnson         | Submission (rear-naked choke)         | KOTC: Imminent Danger                 | 13 augusti 2010   | 1    | 2:27 | Mescalero     | |
| Vinst    | 3–0    | Lucas Browne         | TKO (slag)                            | XMMA 2                                | 31 juli 2010      | 1    | 4:35 | Sydney        | |
| Vinst    | 2–0    | John Devine          | KO (slag)                             | Strikeforce Challengers 7             | 26 mars 2010      | 1    | 1:09 | Fresno        | |
| Vinst    | 1–0    | Gary Frazier         | TKO (slag)                            | Strikeforce Challengers 3             | 25 september 2009 | 2    | 3:39 | Tulsa         | |